# Liste des cantons de Suisse par altitude

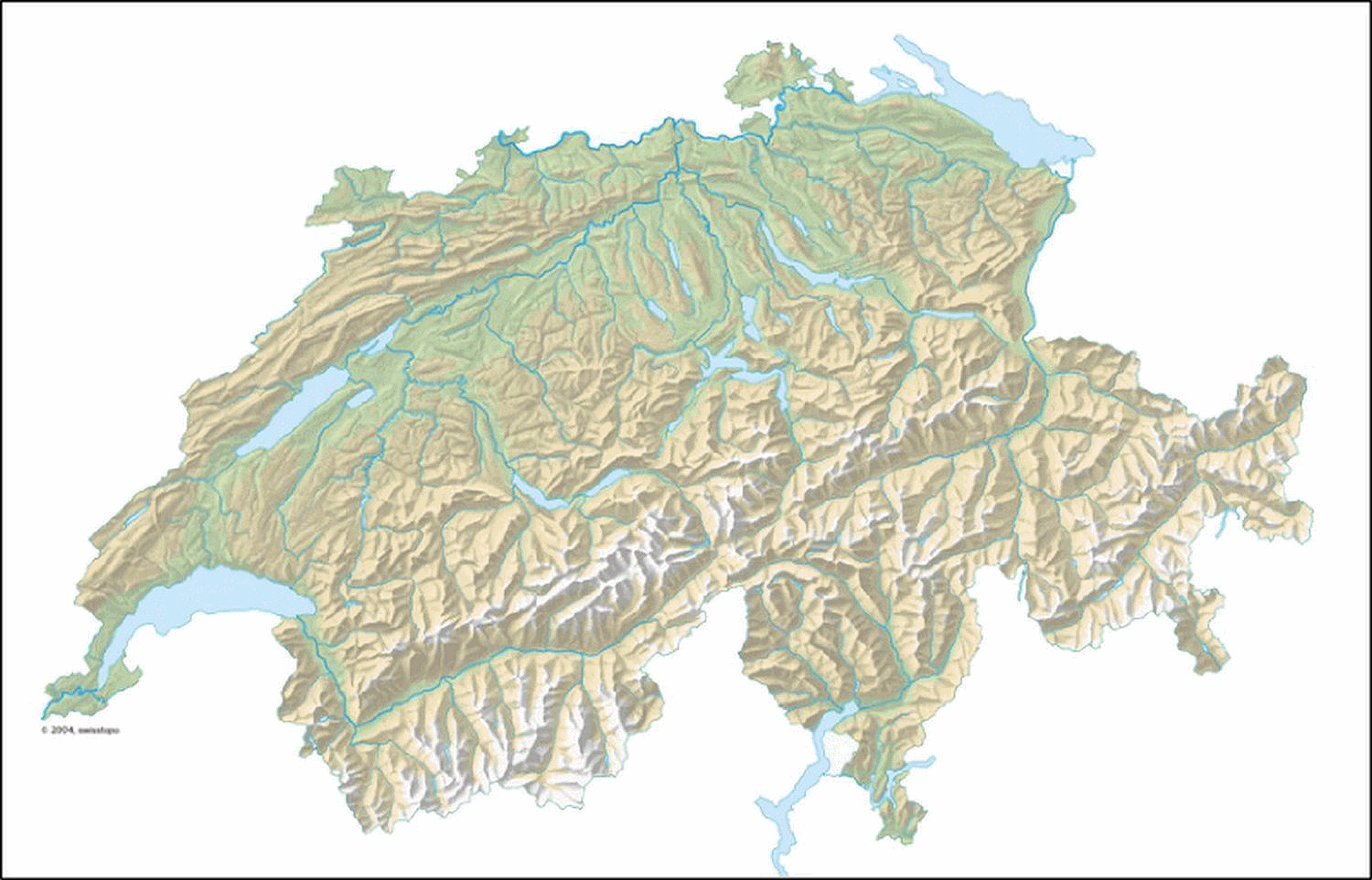
Carte topographique de la Suisse.

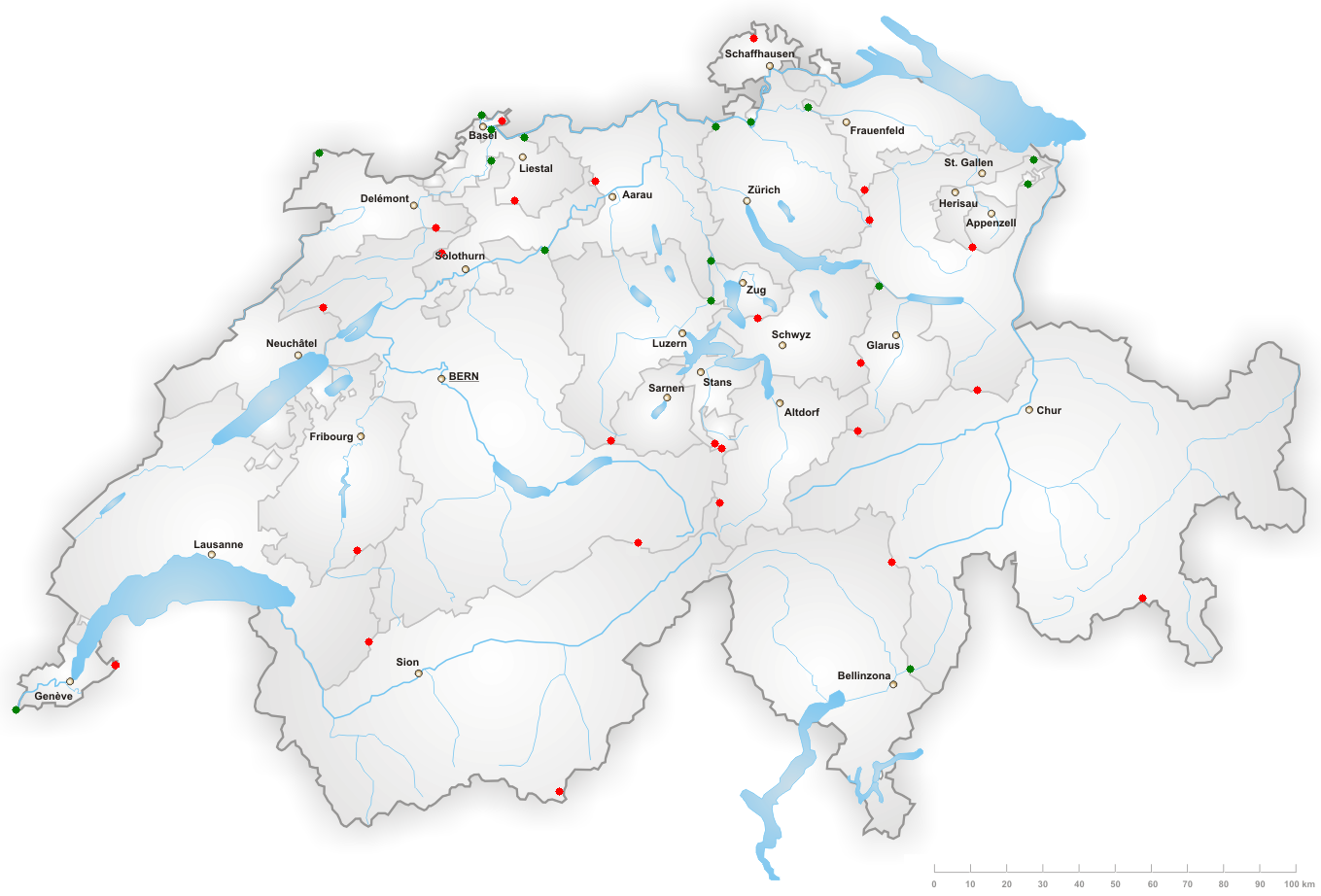
Sur cette carte, les points culminants des cantons sont indiqués avec des points rouges et les points les plus bas avec des points verts (excepté lorsque ces points sont des lacs)

Cette liste présente les cantons suisses par altitude.

## Généralités
La Suisse culmine à 4 634 m d'altitude à la Pointe Dufour dans le massif du Mont Rose. Il s'agit du 32e plus haut pays du monde et du 5e plus haut pays d'Europe après la Russie, la Géorgie, la France et l'Italie. La Pointe Dufour est située à une centaine de mètres de la frontière avec l'Italie. La base Est de la Pointe Dufour étant en Italie, la plus haute montagne totalement en Suisse est le Dom des Mischabel, culminant à 4 545 mètres dans les Alpes valaisannes.
Le point le plus bas de la Suisse est situé sur les rives du lac Majeur, à 193 m d'altitude. Parmi les 44 pays sans accès à la mer, la Suisse est le 16e du point de vue de l'altitude minimale. Elle a en revanche un accès indirect à la mer par le port de Bâle et le Rhin, voie navigable internationale restant ouverte en cas de conflit.
La Suisse est divisée en 26 cantons. Parmi ceux-ci, ceux situés dans la partie sud ont des altitudes maximales plus élevées que les autres, étant placés sur la chaîne des Alpes. Les altitudes minimales se rencontrent sur les cantons situés au nord des Alpes sur le Plateau suisse, ou immédiatement au sud. Il est possible qu'un même canton recouvrent ces deux extrêmes à la fois, comme par exemple les cantons du Valais, des Grisons ou du Tessin. Quant à Berne et Vaud, leurs territoires s'étendent sur les trois zones géographiques du pays soit les Alpes, le Plateau et le Jura

## Liste
| Canton                       | Point culminant  | Altitude max. (m) | Coordonnées max.                  | Point le plus bas                                             | Altitude min. (m) | Altitude moy. (m) | Différence (m) |
| ---------------------------- | ---------------- | ----------------- | --------------------------------- | ------------------------------------------------------------- | ----------------- | ----------------- | -------------- |
| Zurich                       | Schnebelhorn     | +01 292,          | 47° 19′ 32,2″ N, 8° 58′ 46,7″ E   | Rhin à Weiach, frontière avec l'Allemagne                     | +00332,           | +00533,           | +00960,        |
| Berne                        | Finsteraarhorn   | +04 274,          | 46° 32′ 15″ N, 8° 07′ 34″ E       | Aar à Wynau                                                   | +00402,           | +01 198,          | +03 872,       |
| Lucerne                      | Brienzer Rothorn | +02 350,          | 46° 47′ 13″ N, 8° 02′ 49″ E       | Reuss à Honau                                                 | +00406,           | +00777,           | +01 944,       |
| Uri                          | Dammastock       | +03 630,          | 46° 38′ 28″ N, 8° 25′ 06″ E       | Lac des Quatre Cantons                                        | +00434,           | +01 896,          | +03 196,       |
| Schwytz                      | Bös Fulen        | +02 802,          | 46° 58′ 02″ N, 8° 56′ 45″ E       | Lac de Zurich                                                 | +00406,           | +01 082,          | +02 396,       |
| Obwald                       | Titlis           | +03 238,          | 46° 46′ 21″ N, 8° 26′ 12″ E       | Lac des Quatre Cantons                                        | +00434,           | +01 329,          | +02 804,       |
| Nidwald                      | Rotstöckli       | +02 901,          | 46° 46′ 39″ N, 8° 25′ 33″ E       | Lac des Quatre Cantons                                        | +00434,           | +01 077,          | +02 467,       |
| Glaris                       | Tödi             | +03 614,          | 46° 48′ 40″ N, 8° 54′ 53″ E       | Linth, frontière avec Saint-Gall                              | +00410,           | +01 589,          | +03 204,       |
| Zoug                         | Wildspitz        | +01 580,          | 47° 05′ 03,1″ N, 8° 34′ 39,9″ E   | Reuss à Hünenberg                                             | +00388,           | +00651,           | +01 192,       |
| Fribourg                     | Vanil Noir       | +02 389,          | 46° 31′ 43″ N, 7° 08′ 54″ E       | Lac de Neuchâtel                                              | +00429,           | +00856,           | +01 960,       |
| Soleure                      | Hasenmatt        | +01 445,          | 47° 14′ 31,44″ N, 7° 27′ 01,84″ E | Birse à Dornach                                               | +00277,           | +00630,           | +01 168,       |
| Bâle-Ville                   | Sankt Chrischona | +00522,           | 47° 34′ 23″ N, 7° 40′ 48″ E       | Rhin à Kleinhüningen, frontière avec l'Allemagne et la France | +00245,           | +00295,           | +00277,        |
| Bâle-Campagne                | Hinteri Egg      | +01 169,          | 47° 22′ 21,3″ N, 7° 42′ 38,4″ E   | Confluent de la Birse et du Rhin à Birsfelden                 | +00246,           | +00521,           | +00923,        |
| Schaffhouse                  | Hagen            | +00912,           | 47° 46′ N, 8° 34′ E               | Rhin à Buchberg                                               | +00344,           | +00538,           | +00568,        |
| Appenzell Rhodes-Extérieures | Säntis           | +02 502,          | 47° 15′ 57″ N, 9° 20′ 36″ E       | Lutzenberg                                                    | +00440,           | +00935,           | +02 062,       |
| Appenzell Rhodes-Intérieures | Säntis           | +02 502,          | 47° 15′ 57″ N, 9° 20′ 36″ E       | Frontière entre Appenzell R.-I. et Saint-Gall                 | +00560,           | +01 126,          | +01 942,       |
| Saint-Gall                   | Ringelspitz      | +03 248,          | 46° 53′ 58,95″ N, 9° 20′ 39″ E    | Lac de Constance                                              | +00396,           | +01 000,          | +02 852,       |
| Grisons                      | Piz Bernina      | +04 049,          | 46° 22′ 57″ N, 9° 54′ 29″ E       | Moesa à San Vittore, frontière avec le Tessin                 | +00260,           | +02 021,          | +03 789,       |
| Argovie                      | Geissfluegrat    | +00908,           | 47° 25′ 22,1″ N, 7° 57′ 52,4″ E   | Rhin à Kaiseraugst, frontière avec l'Allemagne                | +00260,           | +00476,           | +00648,        |
| Thurgovie                    | Hohgrat          | +00991,           | 47° 23′ N, 8° 58′ E               | Thur à Neunforn                                               | +00370,           | +00495,           | +00621,        |
| Tessin                       | Rheinwaldhorn    | +03 402,          | 46° 29′ 37″ N, 9° 02′ 24″ E       | Lac Majeur                                                    | +00193,           | +01 412,          | +03 209,       |
| Vaud                         | Les Diablerets   | +03 210,          | 46° 18′ 19″ N, 7° 11′ 24″ E       | Lac Léman                                                     | +00372,           | +00827,           | +02 838,       |
| Valais                       | Pointe Dufour    | +04 634,          | 45° 56′ 12″ N, 7° 52′ 01″ E       | Lac Léman                                                     | +00372,           | +02 140,          | +04 262,       |
| Neuchâtel                    | Chasseral        | +01 552,          | 47° 07′ 19″ N, 7° 02′ 07″ E       | Lac de Bienne                                                 | +00429,           | +00919,           | +01 123,       |
| Genève                       | Les Arales       | +00516,           | 46° 14′ 53″ N, 6° 18′ 32″ E       | Rhône à Chancy, frontière avec la France                      | +00332,           | +00419,           | +00184,        |
| Jura                         | Mont Raimeux     | +01 302,          | 47° 18′ 30″ N, 7° 25′ 45″ E       | Allaine à Boncourt, frontière avec la France                  | +00364,           | +00690,           | +00938,        |

## Galerie

### Point culminants

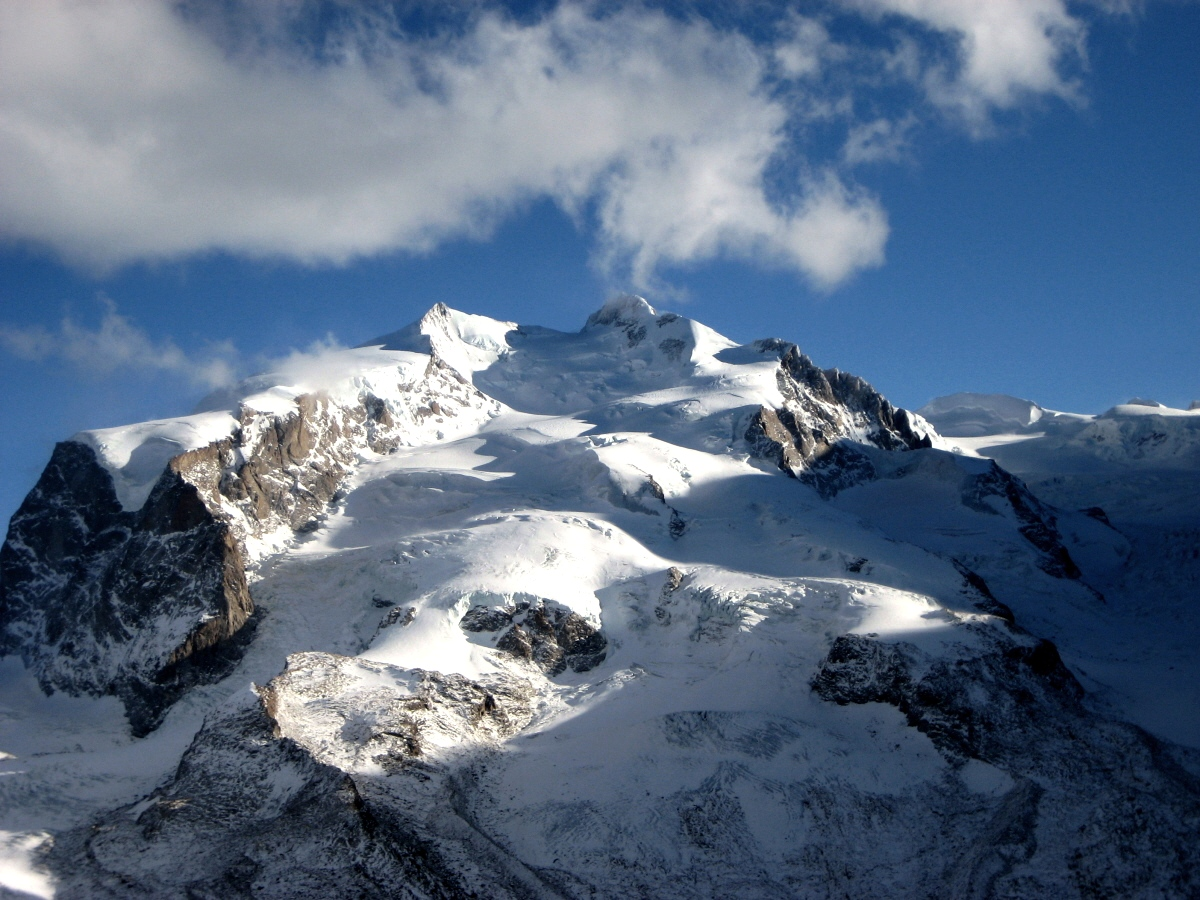
Pointe Dufour, Valais (4 634 m)
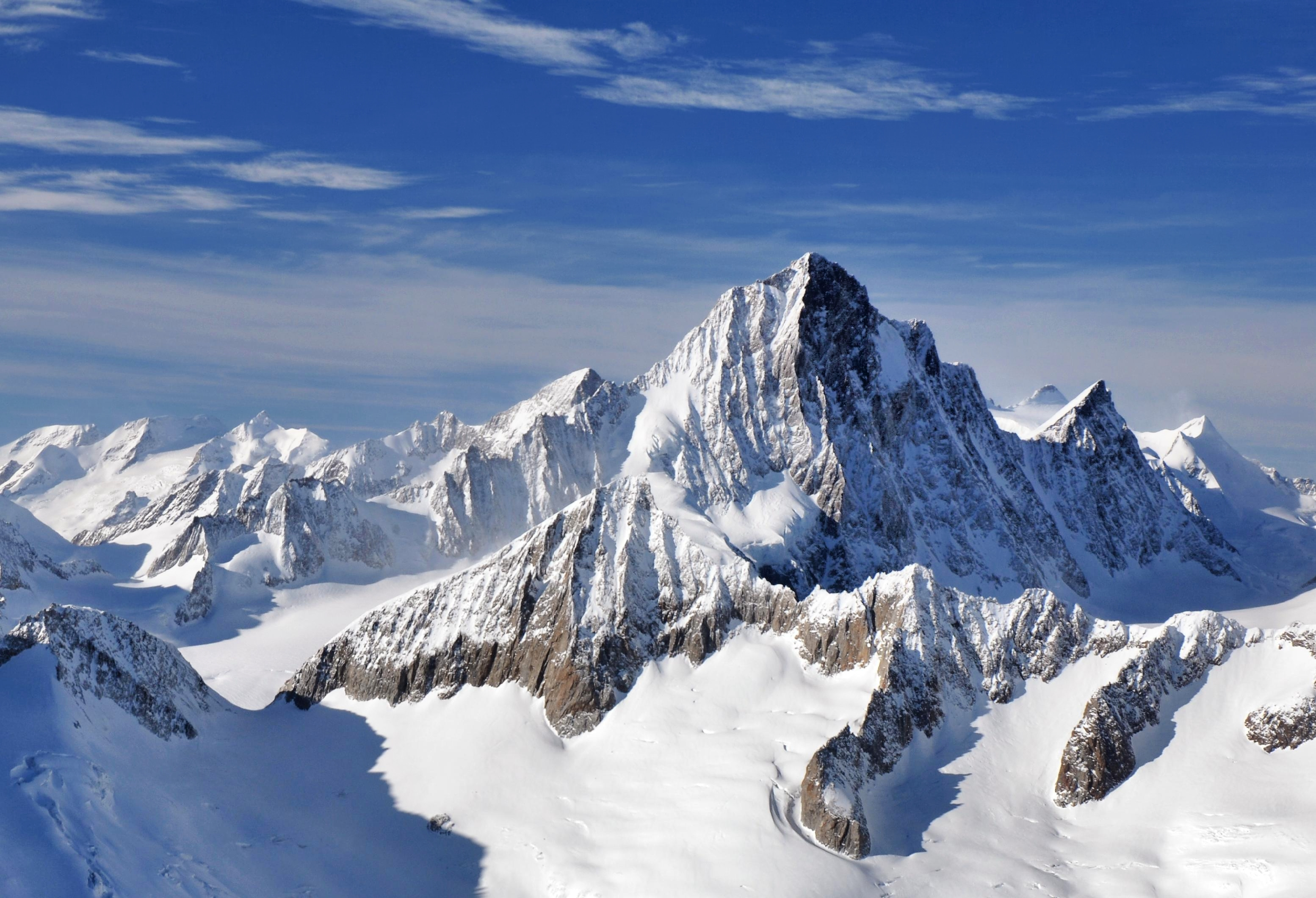
Finsteraarhorn, Berne (4 274 m)
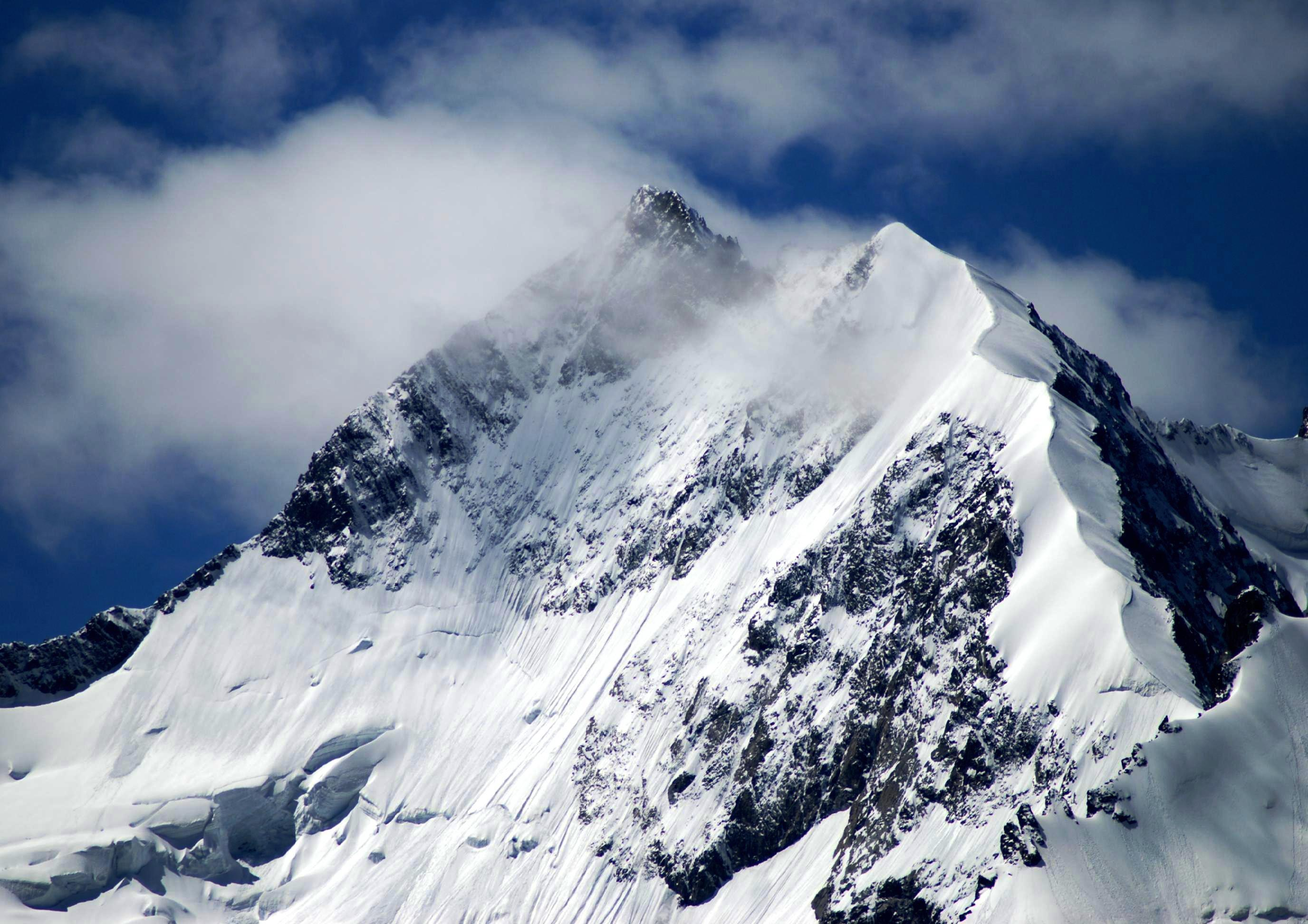
Piz Bernina, Grisons (4 049 m)
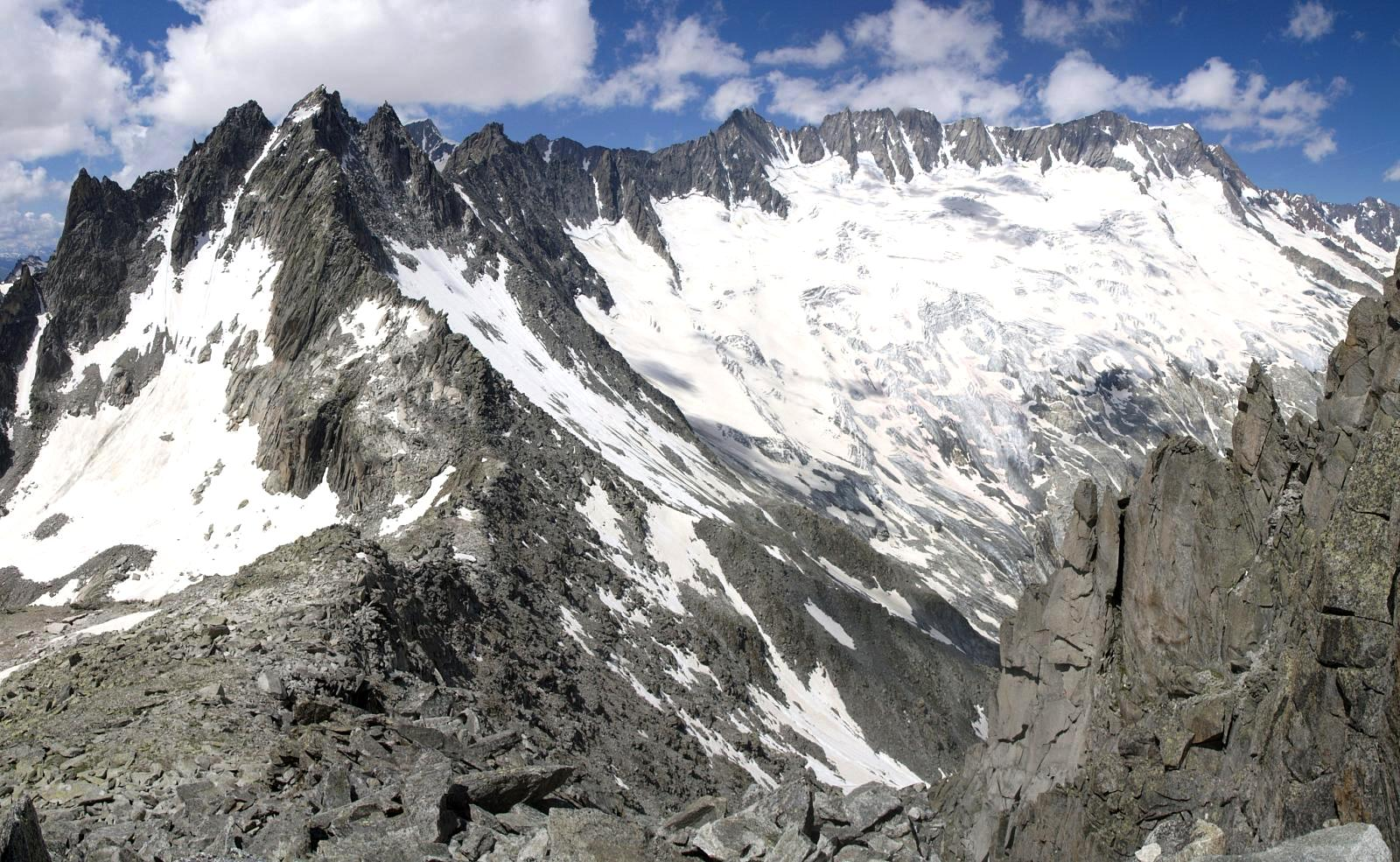
Dammastock, Uri (3 630 m)
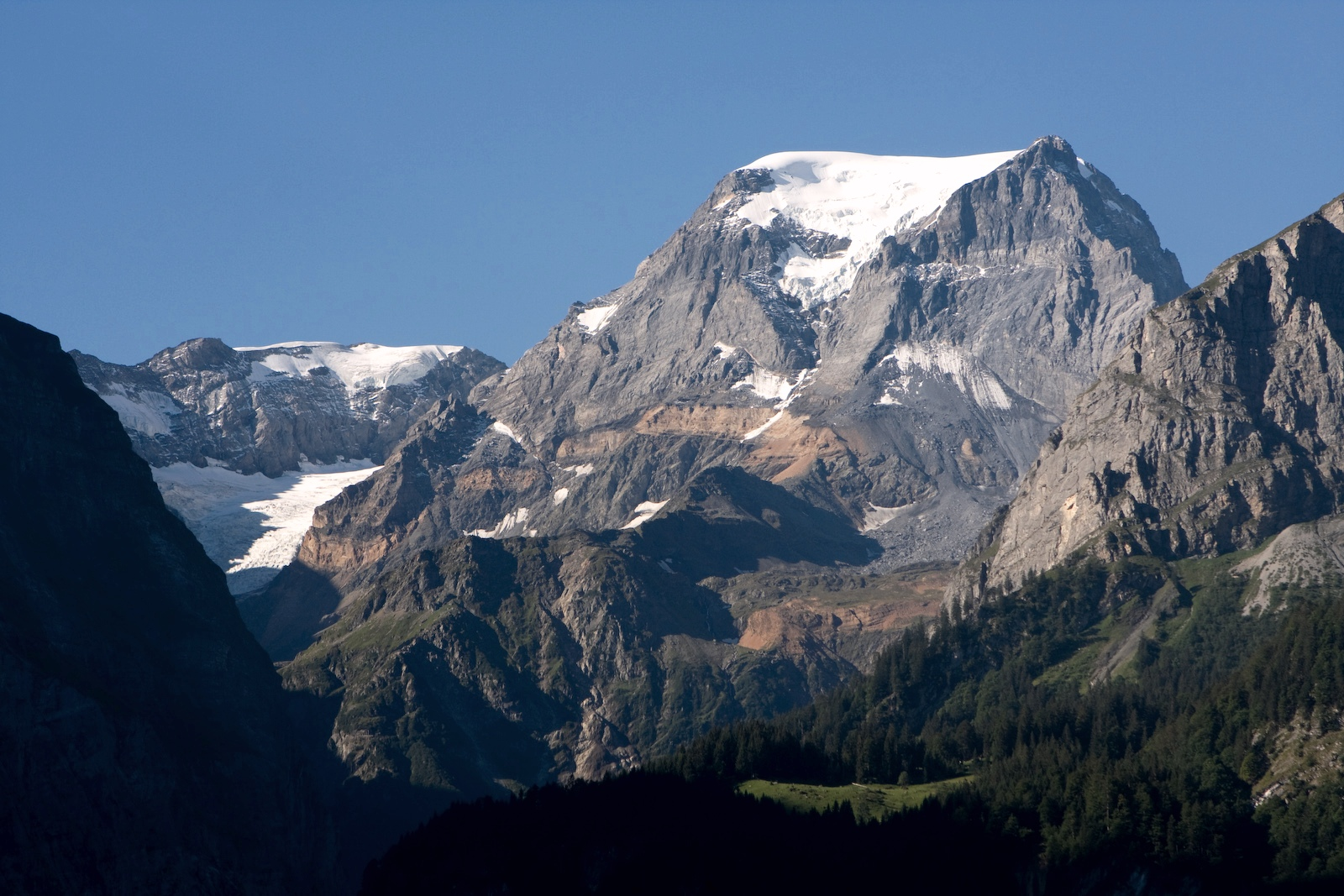
Tödi, Glaris (3 614 m)
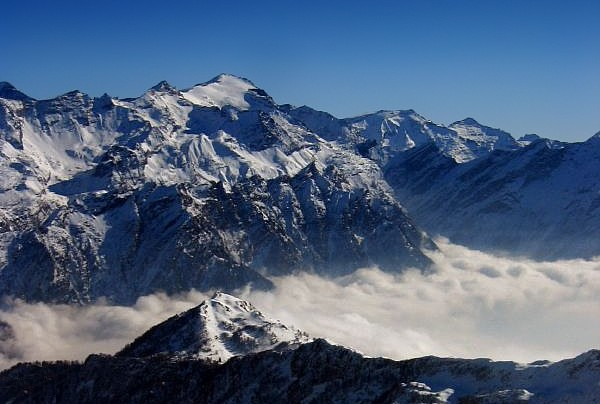
Rheinwaldhorn, Tessin (3 402 m)
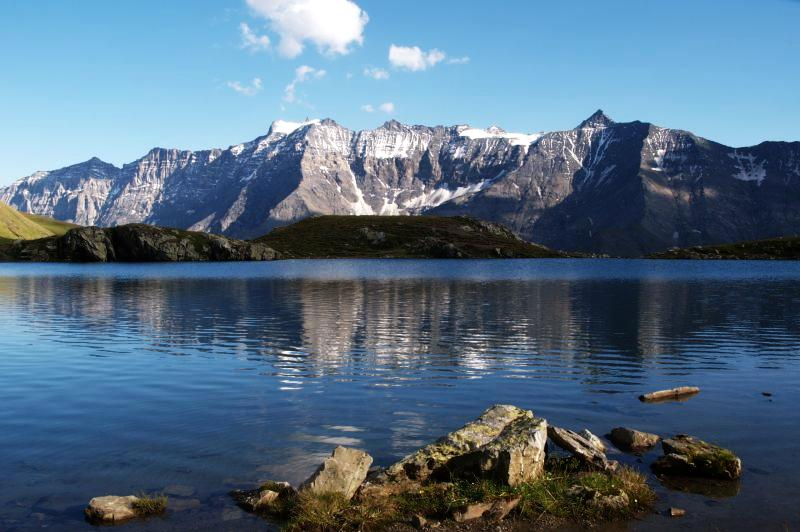
Ringelspitz, Saint-Gall (3 248 m)
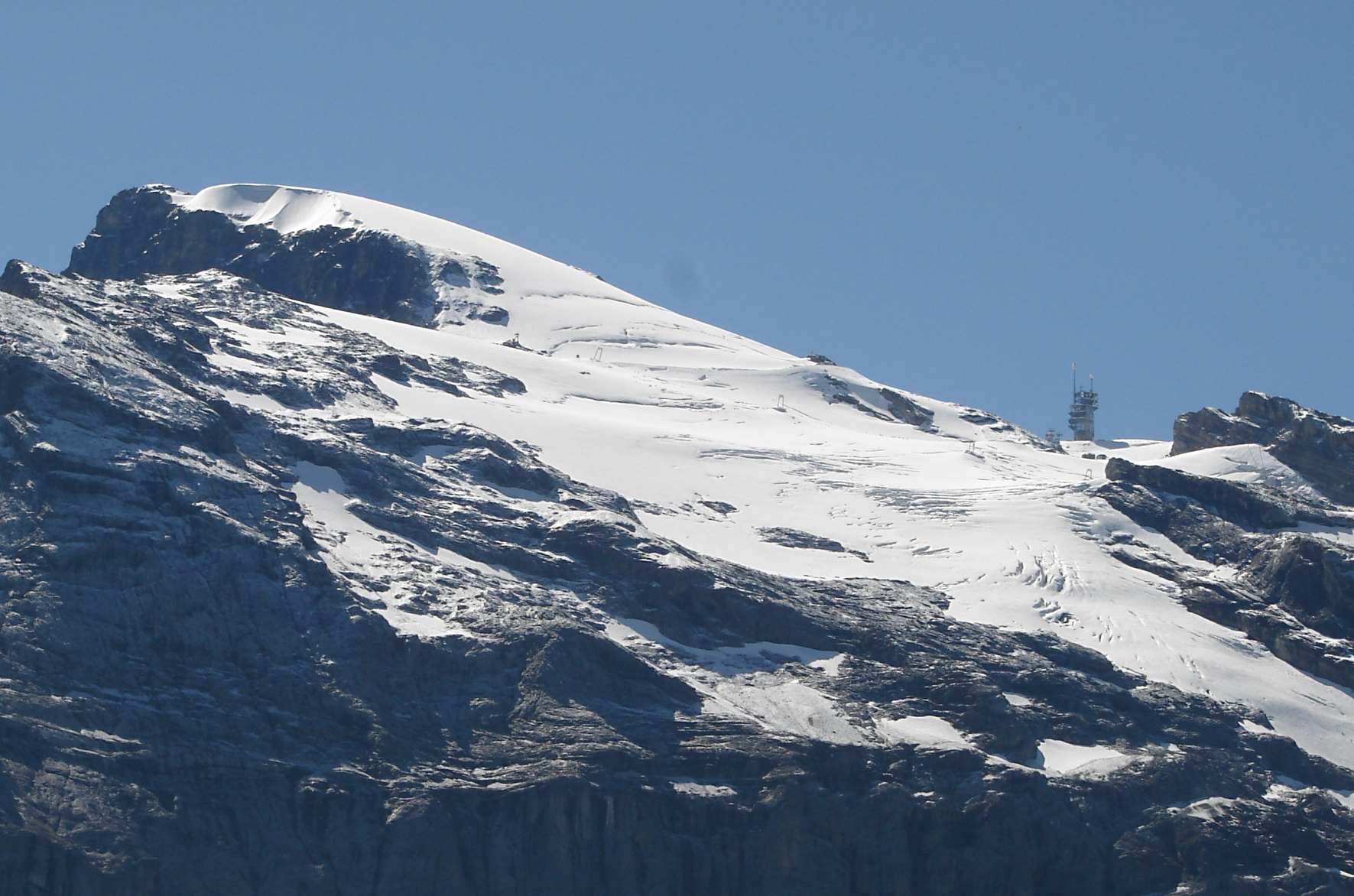
Titlis, Obwald (3 238 m)
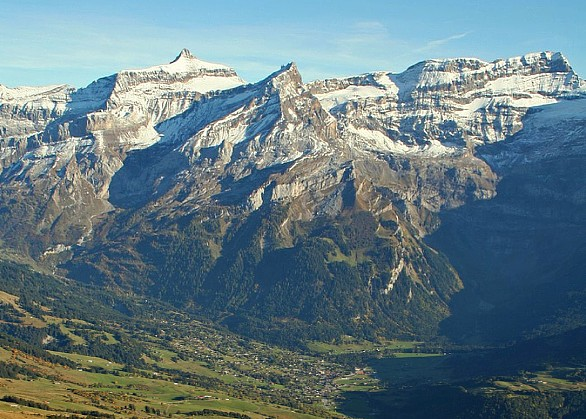
Les Diablerets, Vaud (3 210 m)
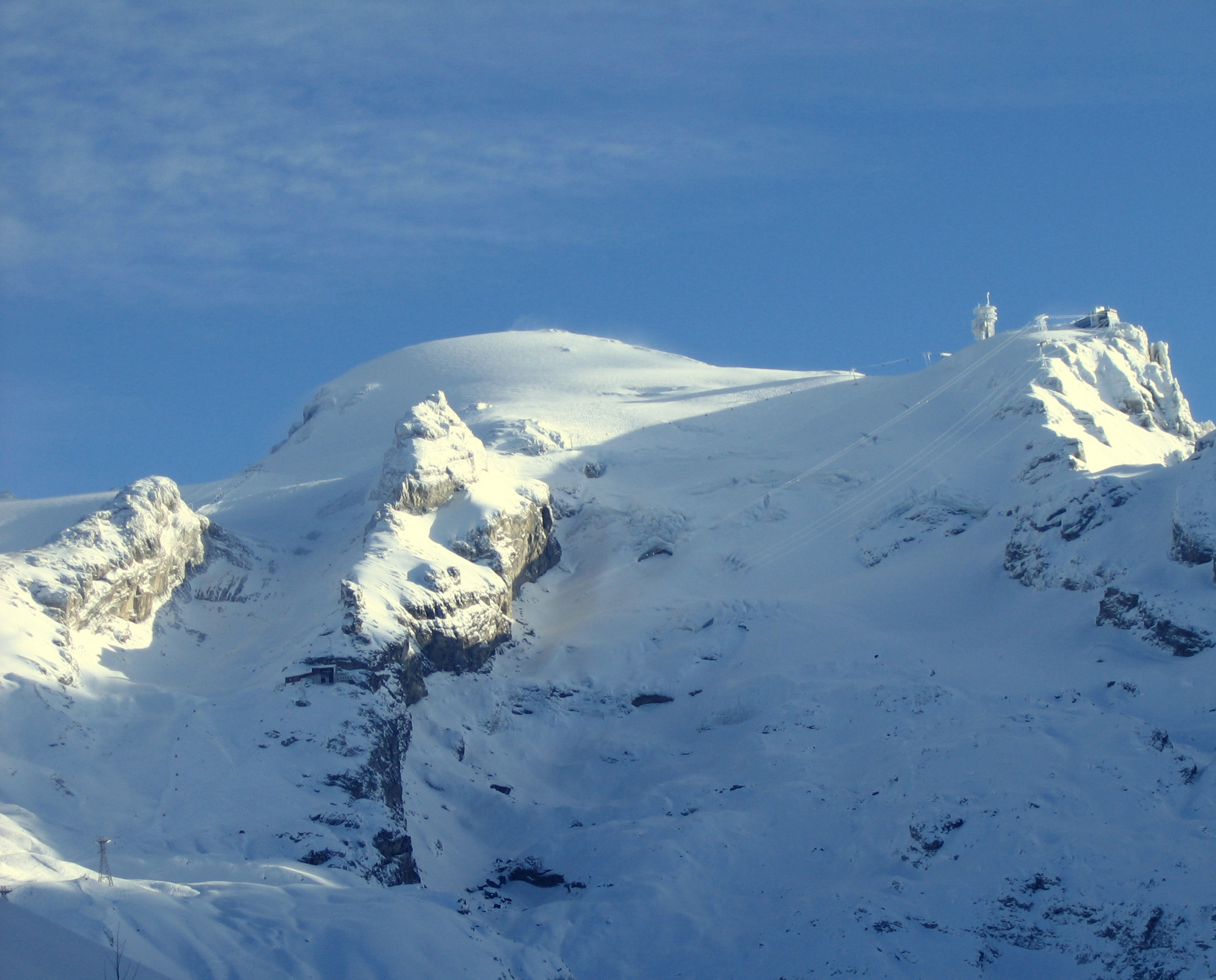
Rotstöckli, Nidwald (2 901 m)
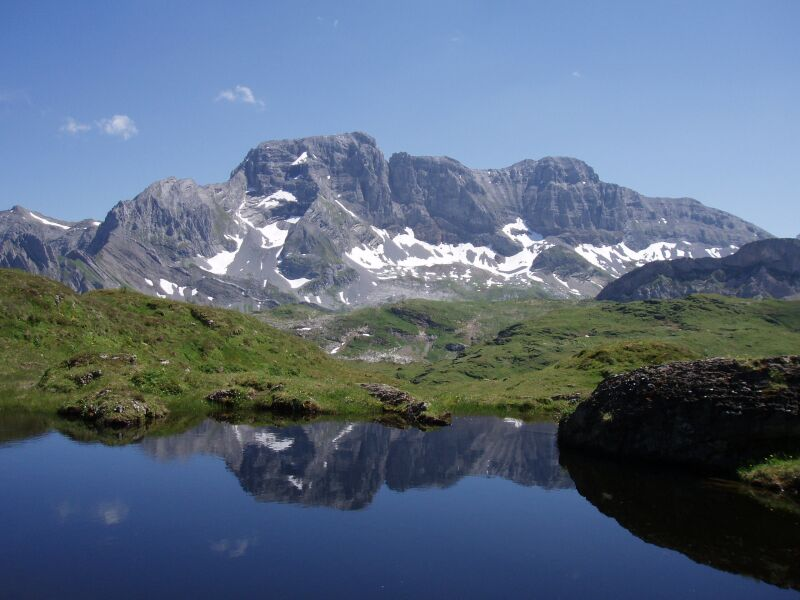
Bös Fulen, Schwytz (2 802 m)
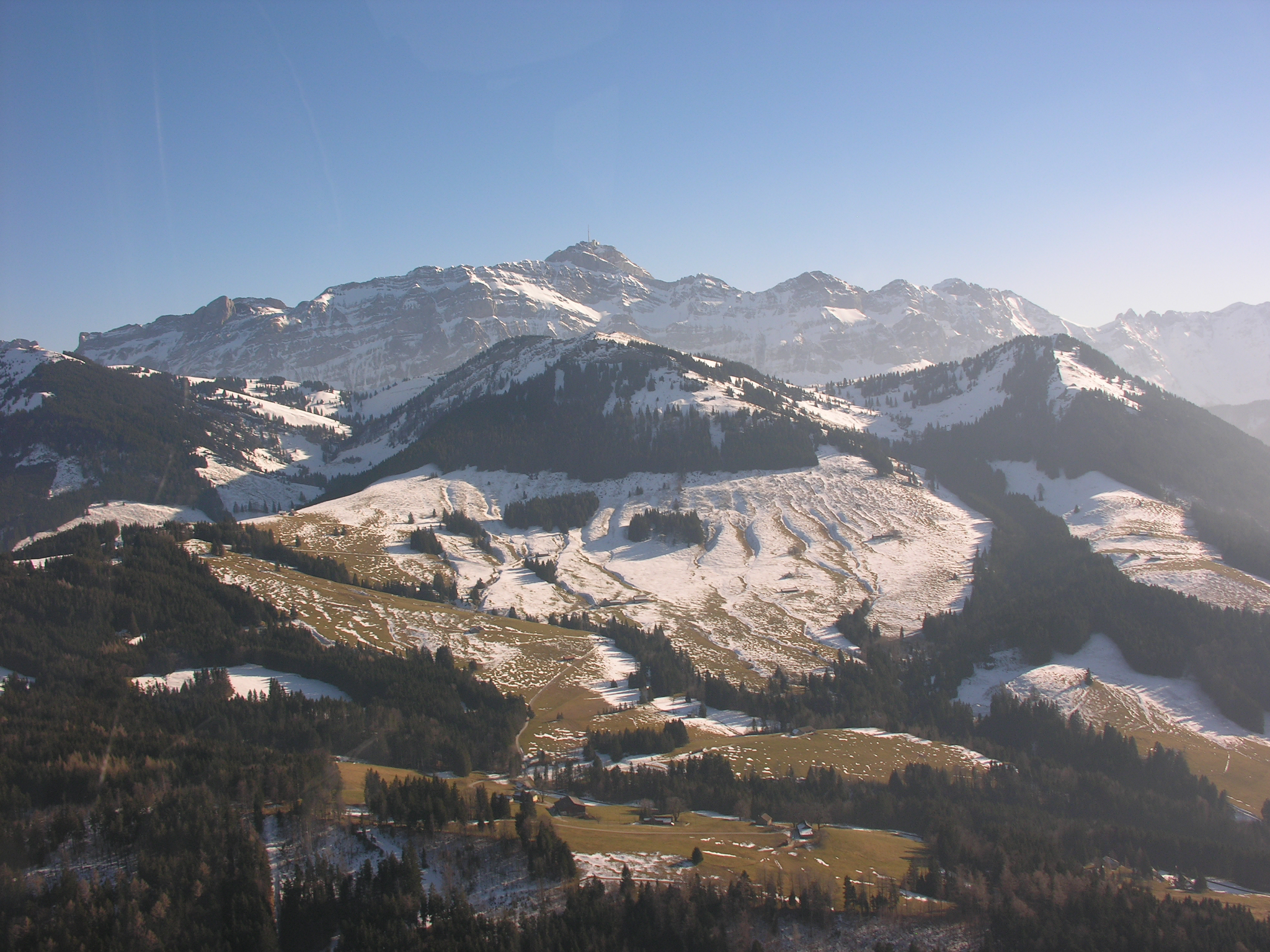
Säntis, Appenzell R.-E. et Appenzel R.-I. (2 502 m)
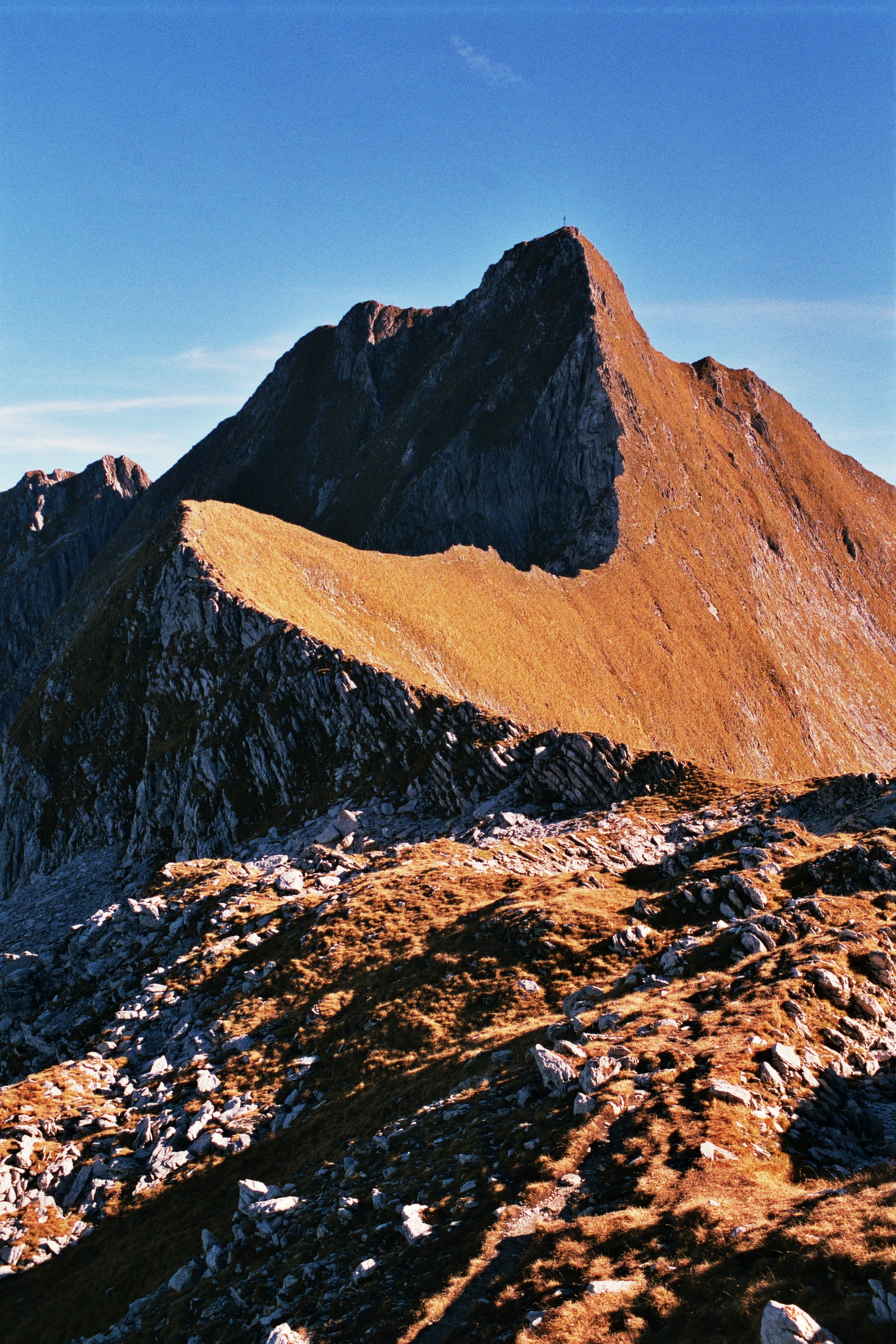
Vanil Noir, Fribourg (2 389 m)
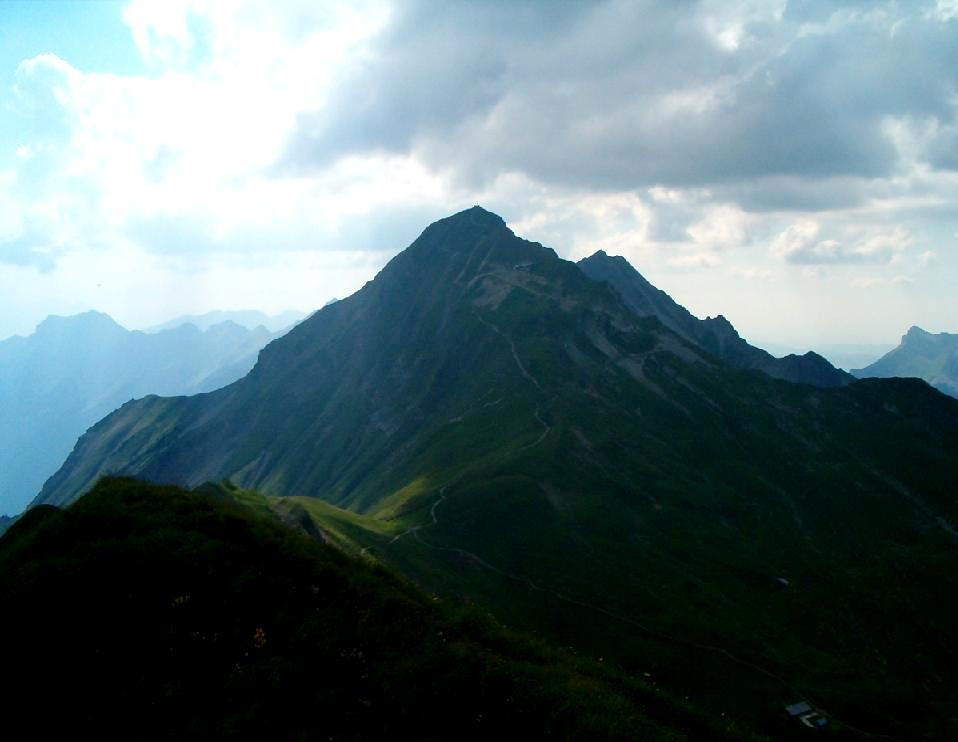
Brienzer Rothorn, Lucerne (2 350 m)
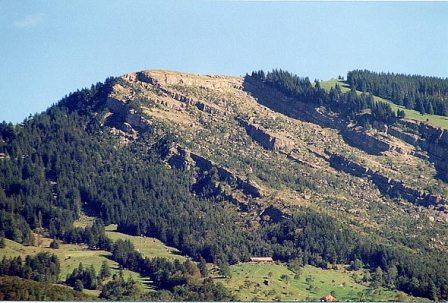
Wildspitz, Zoug (1 580 m)
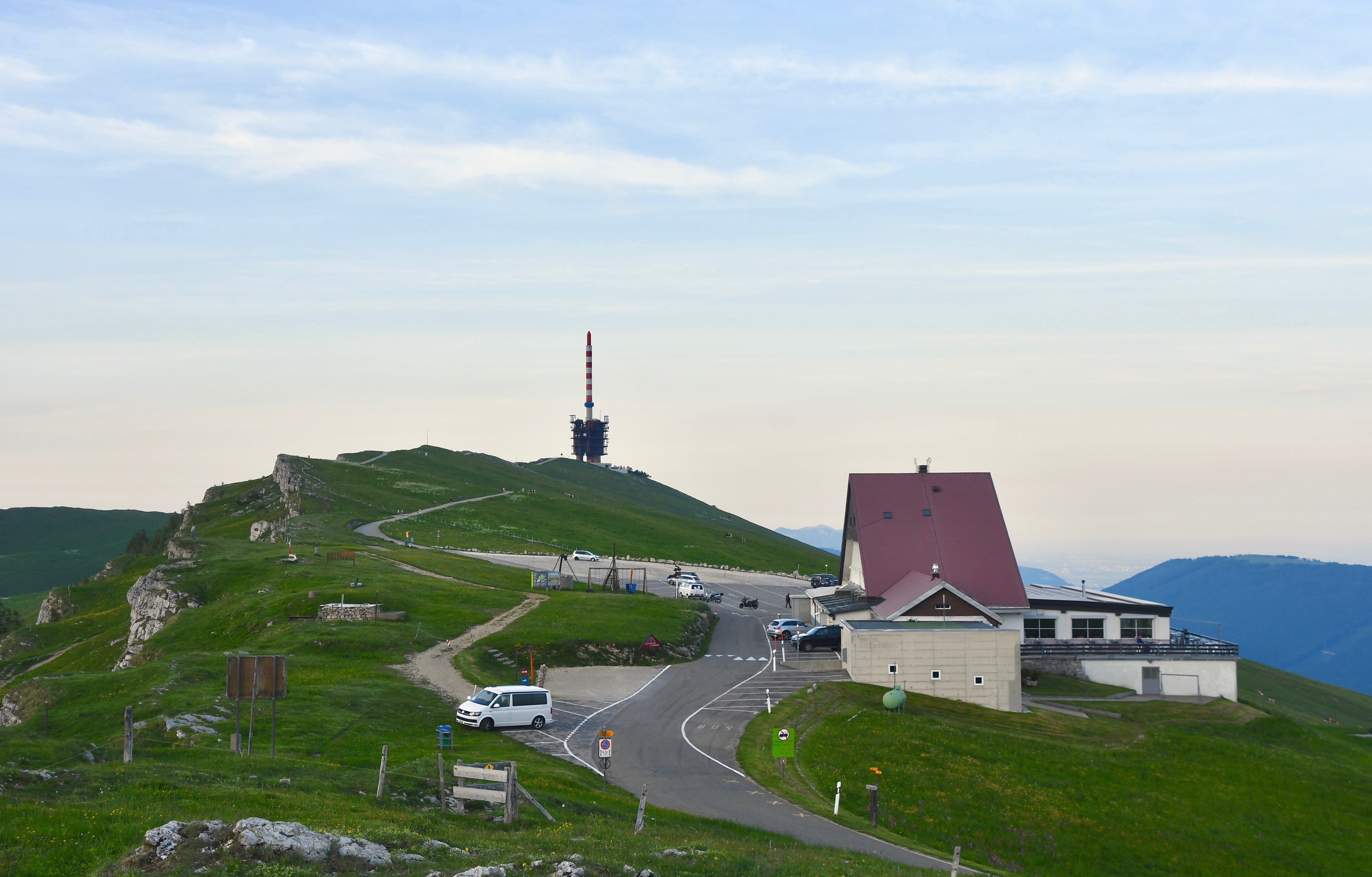
Chasseral, Neuchâtel (1 552 m)
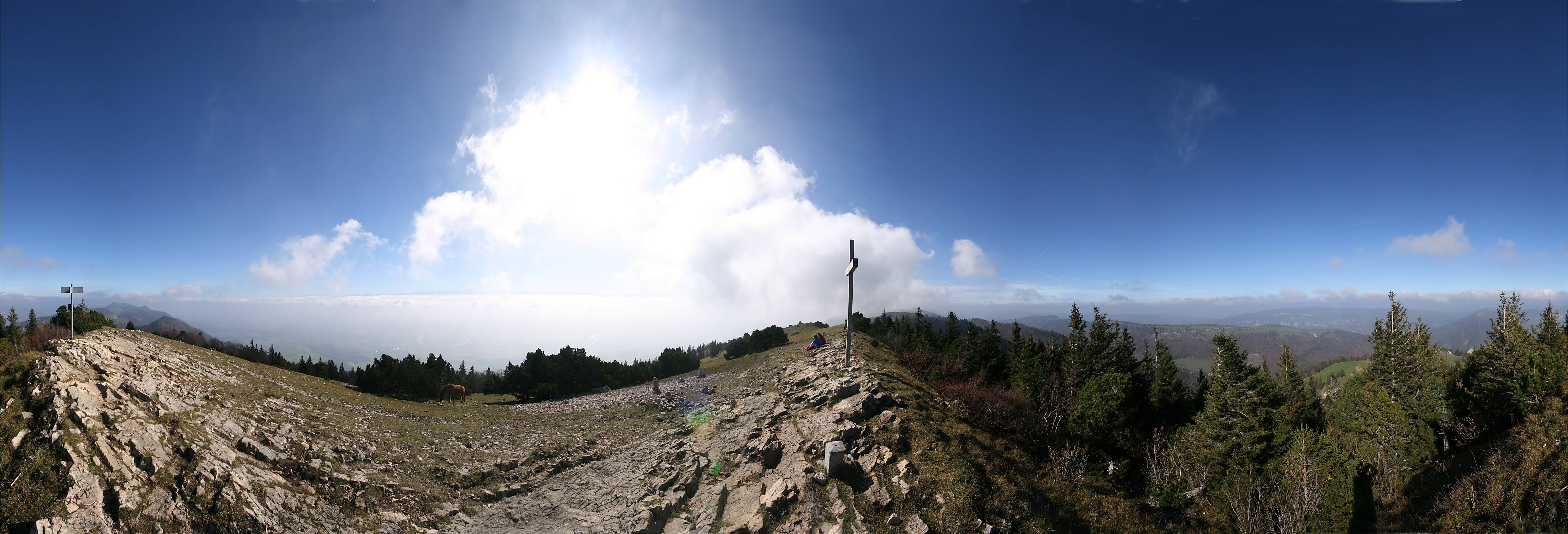
Hasenmatt, Soleure (1 445 m)
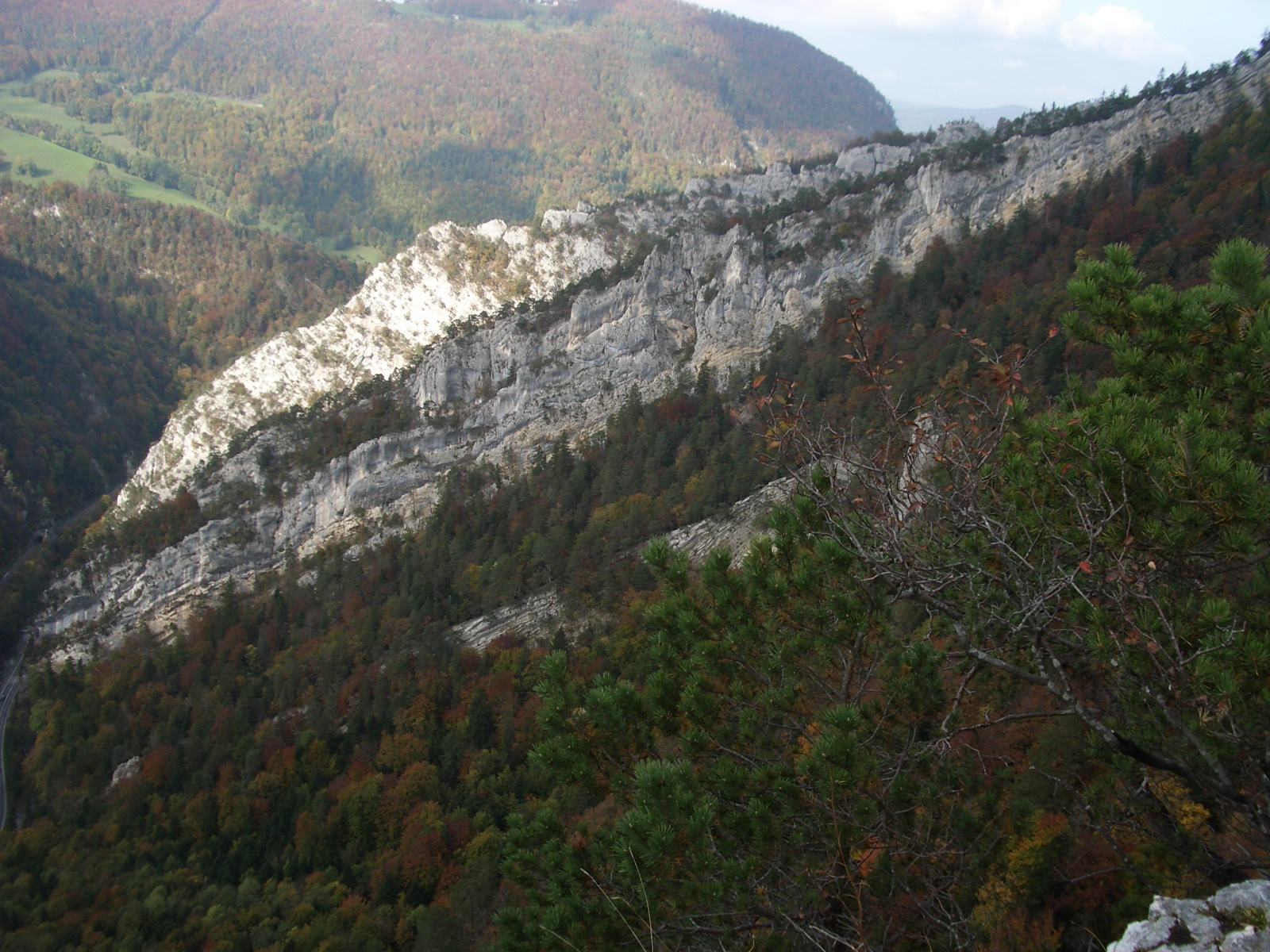
Mont Raimeux, Jura (1 302 m)
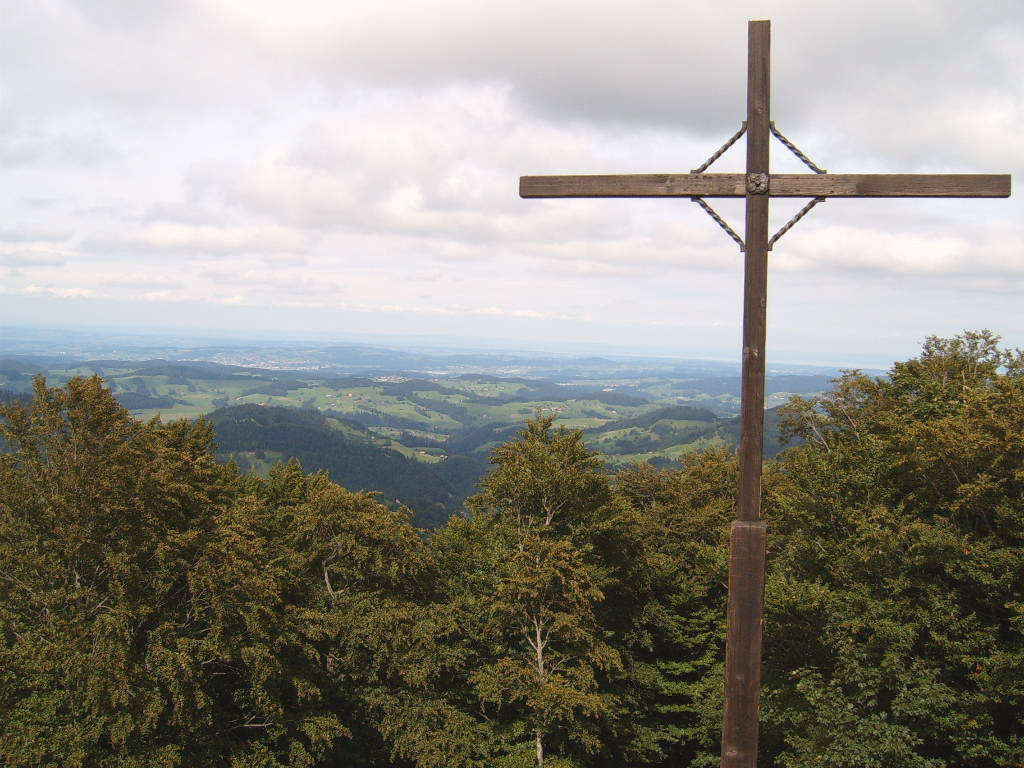
Schnebelhorn, Zurich (1 292 m)
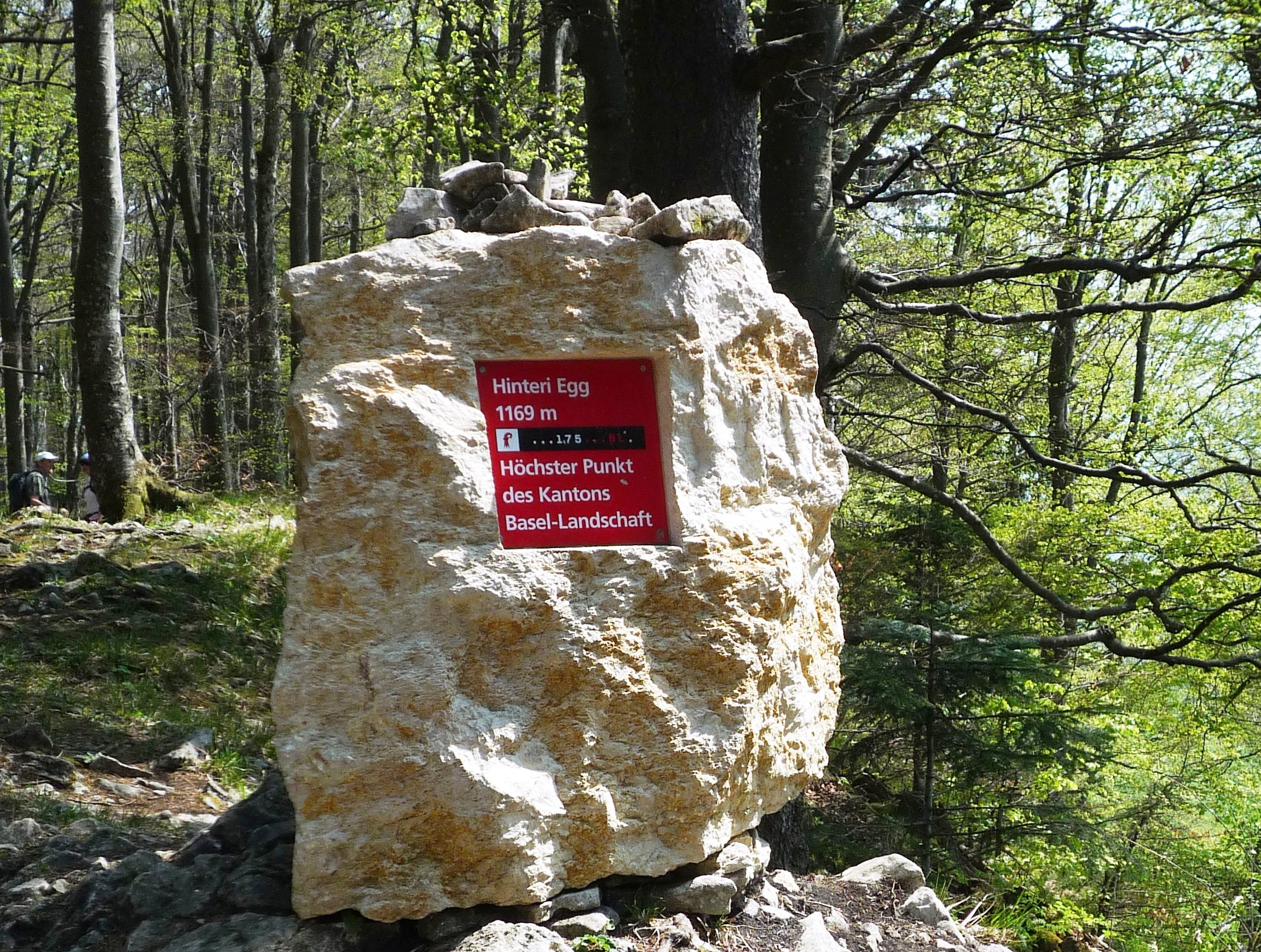
Hinteri Egg, Bâle-Campagne (1 169 m)
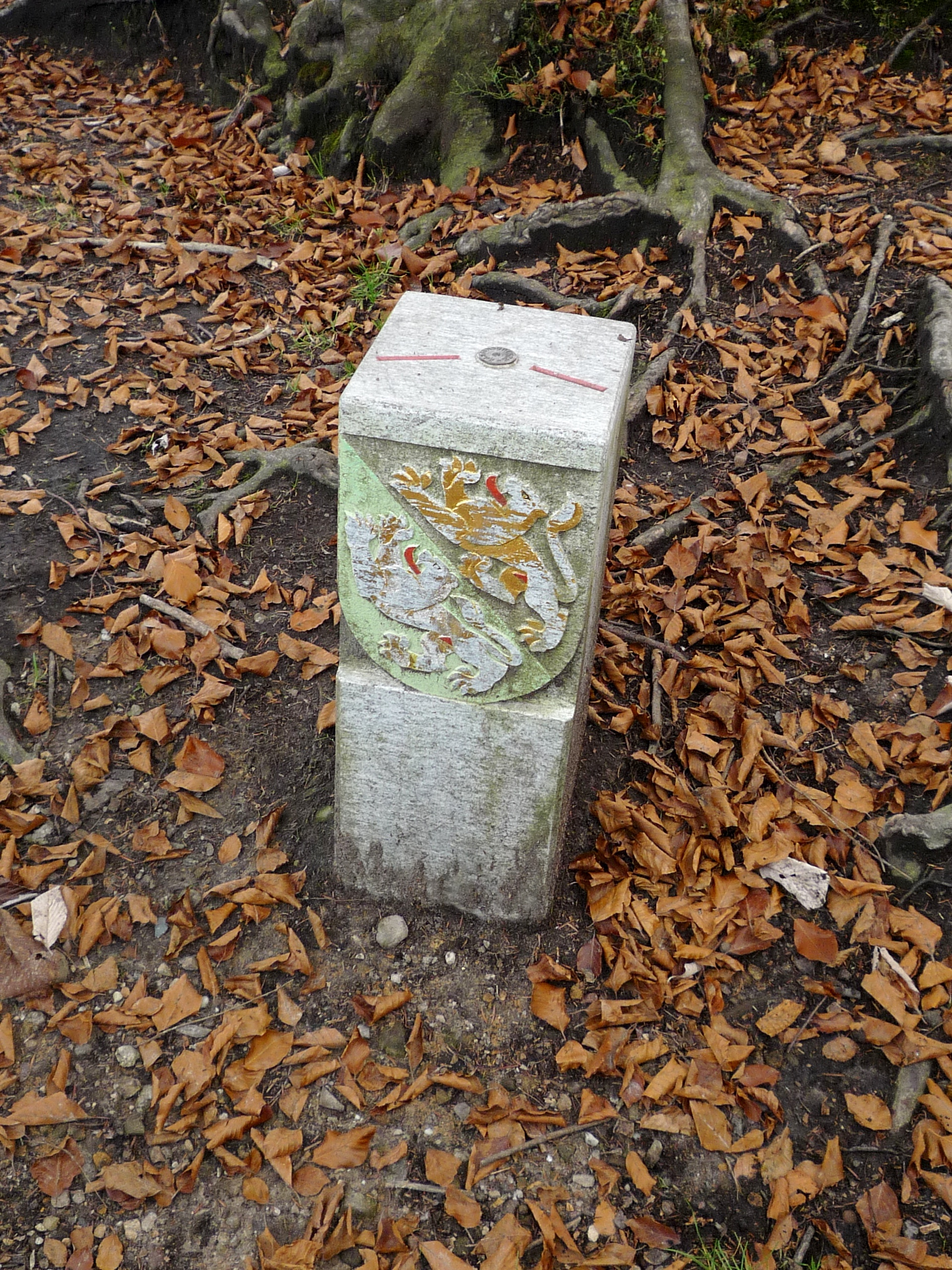
Hohgrat, Thurgovie (991 m)
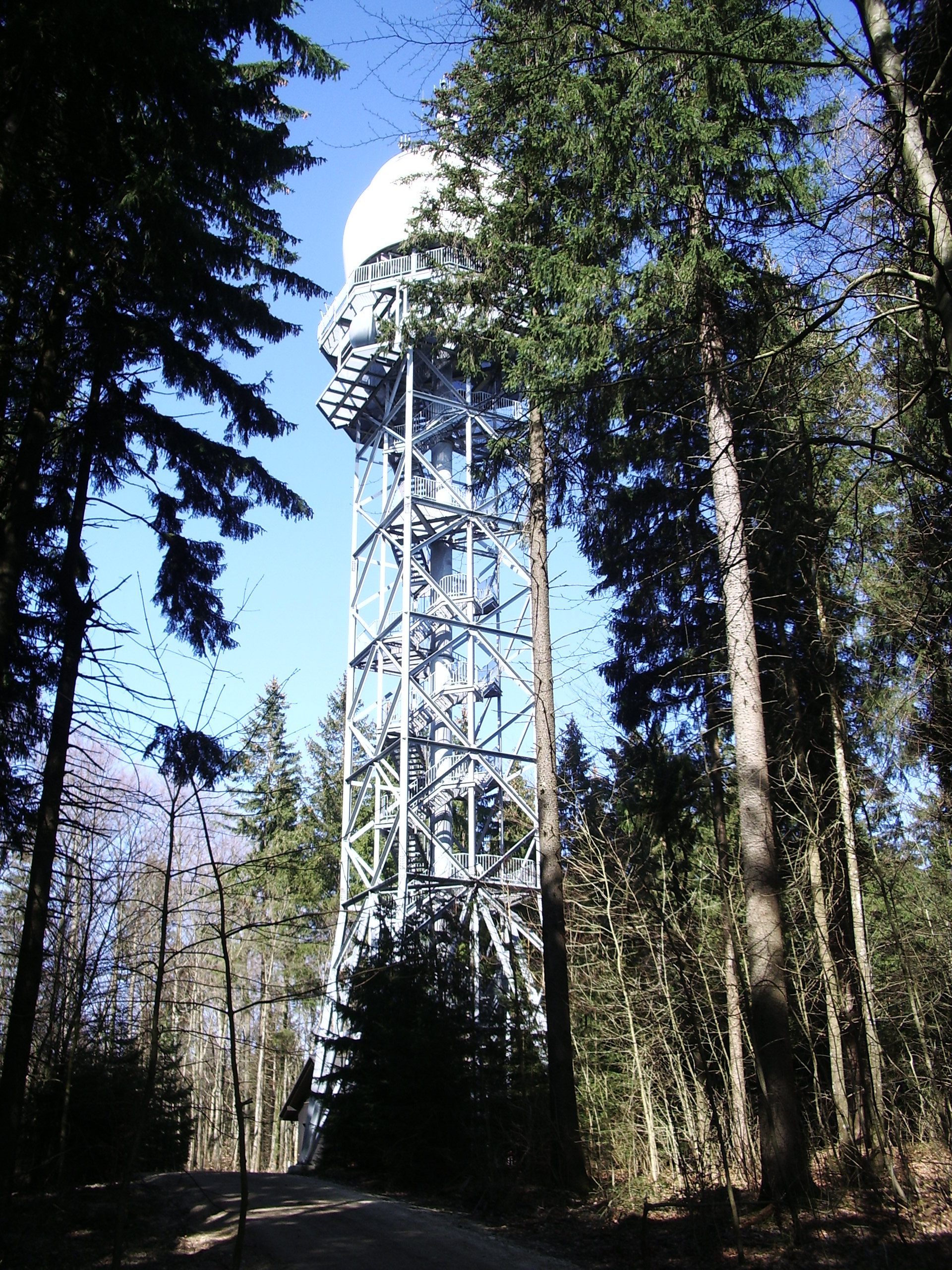
Hagen, Schaffhouse (912 m)
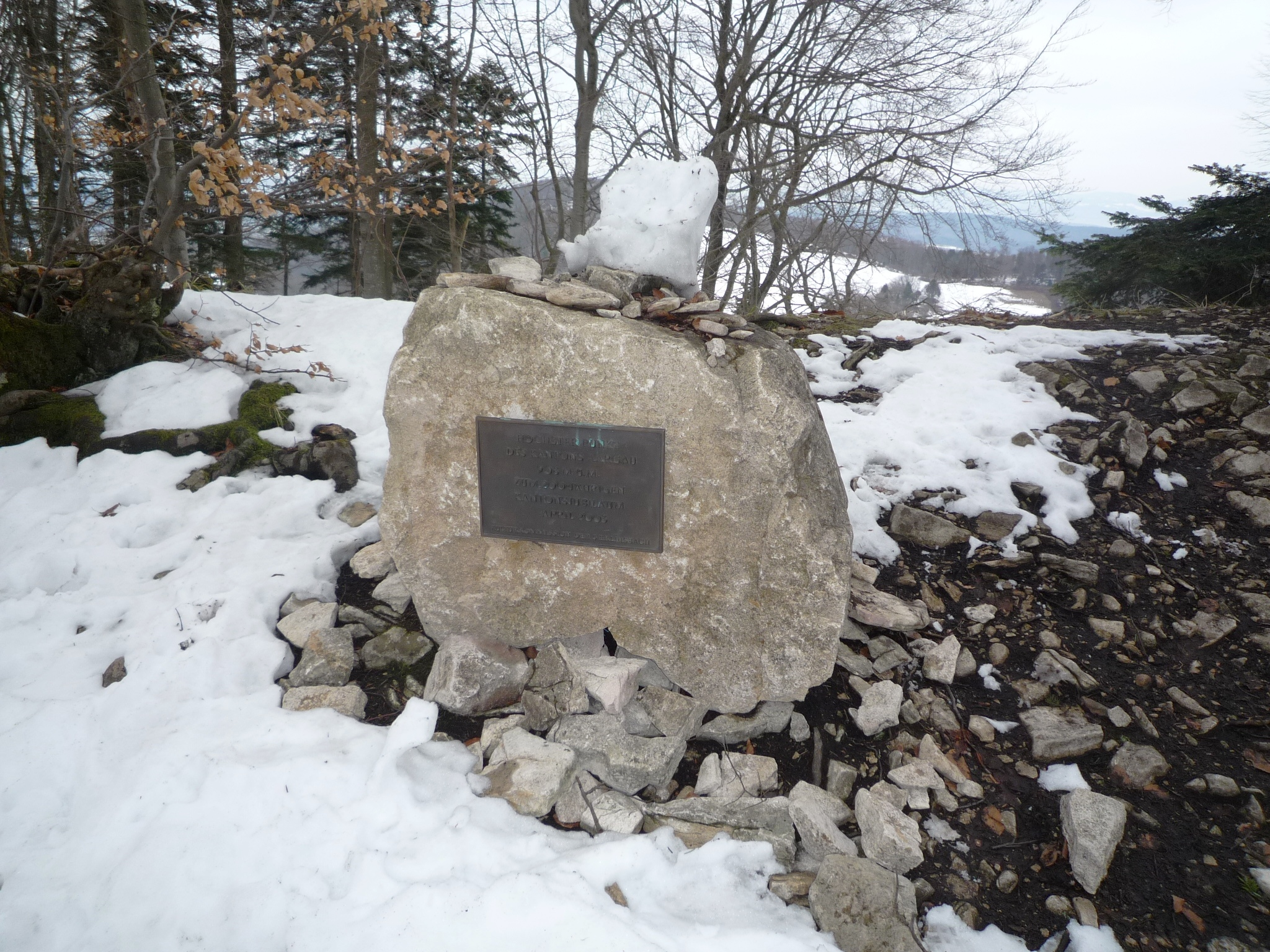
Geissfluegrat, Argovie (908 m)
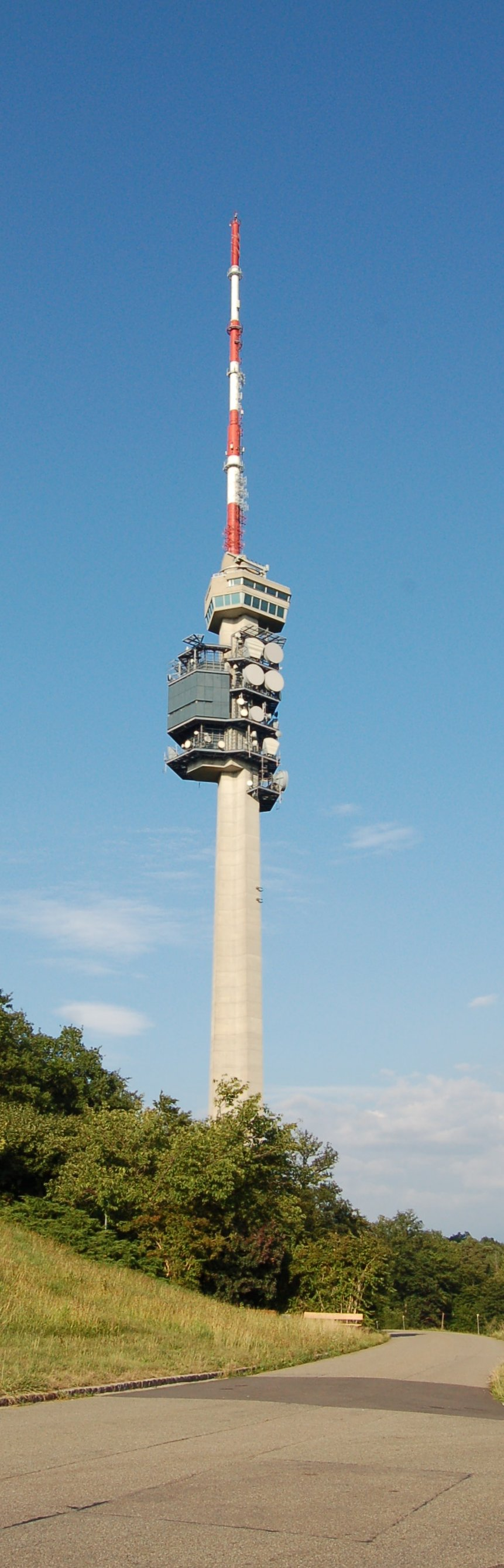
Sankt Chrischona, Bâle-Ville (522 m)
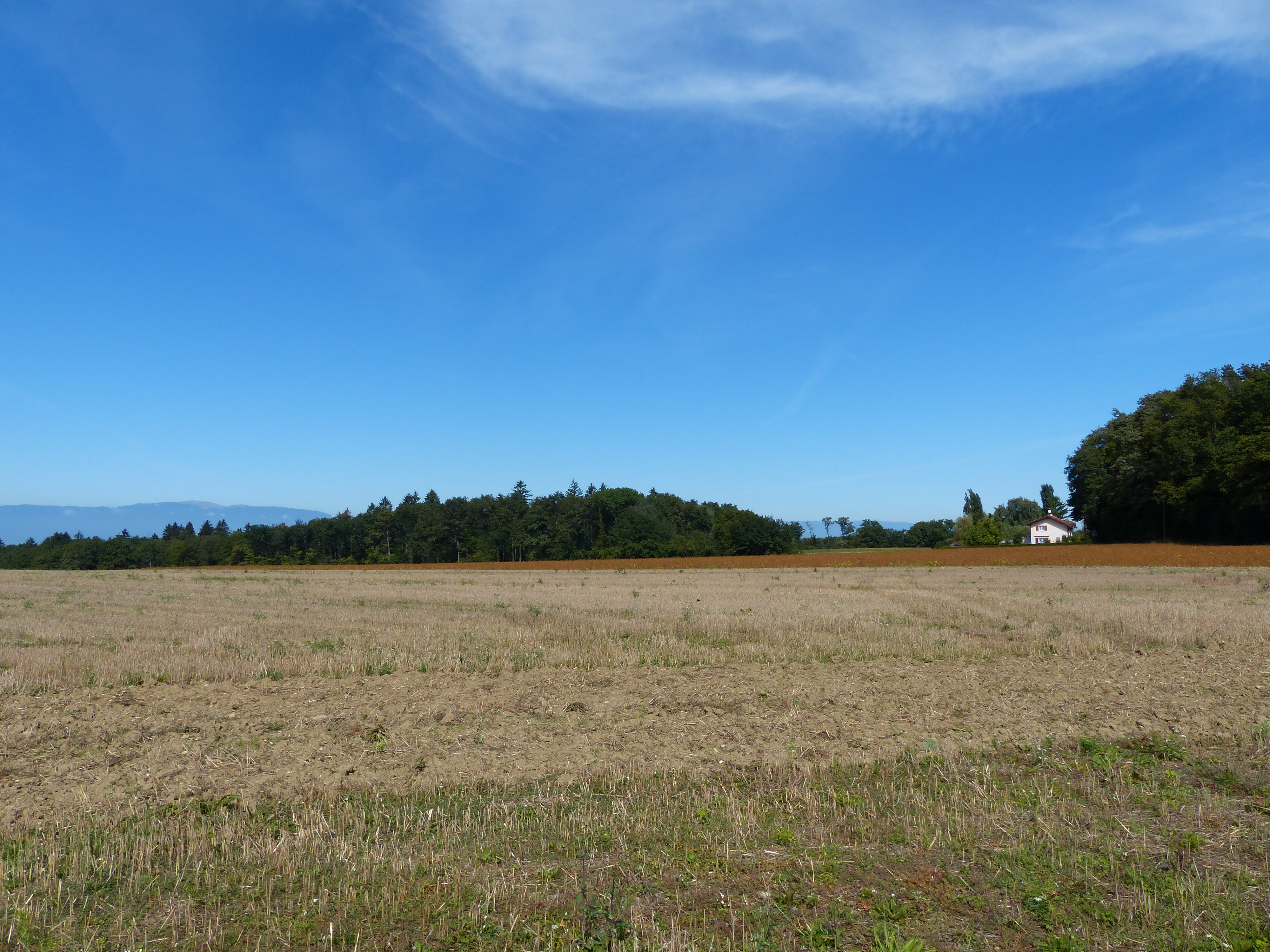
Les Arales, Genève (516 m)

### Sources
- [xls] « Les points culminants des cantons suisses », sur Office fédéral de la statistique (consulté le 29 novembre 2009)